# 圣但尼库尔
圣但尼库尔（法語：Saint-Deniscourt，法語發音：[sɛ̃ dənikuʁ]）是法国瓦兹省的一个市镇，属于博韦区。

## 地理
圣但尼库尔（49°36'20"N, 1°52'13"E）面积4.68 平方千米，位于法国上法蘭西大區瓦兹省，该省份为法国北部内陆省份，北起索姆省，西接厄尔省和滨海塞纳省，南至塞纳-马恩省和瓦兹河谷省，东临埃纳省。
与圣但尼库尔接壤的市镇（或旧市镇、城区）包括：欧博、卢厄斯、莫尔维莱尔、奥梅库尔、泰里讷。
圣但尼库尔的时区为UTC+01:00、UTC+02:00（夏令时）。

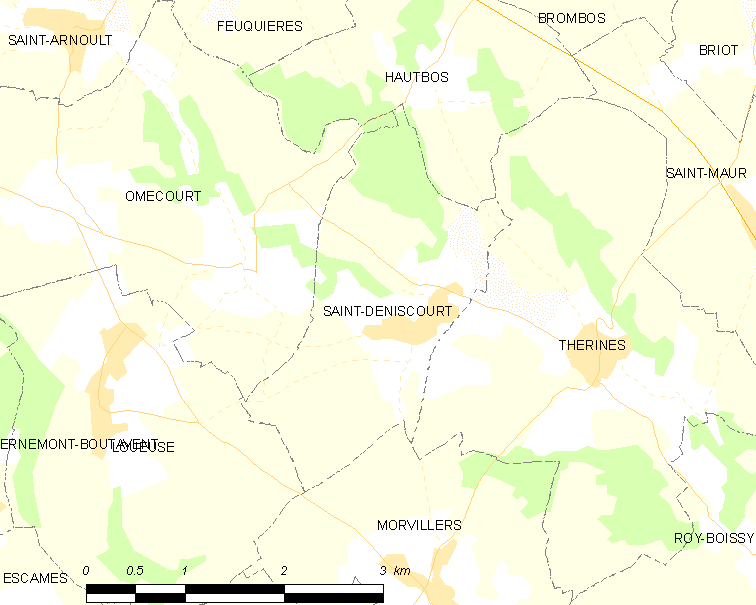
圣但尼库尔的OSM定位图

## 行政
圣但尼库尔的邮政编码为60380，INSEE市镇编码为60571。

## 政治
圣但尼库尔所属的省级选区为格朗维利耶县。

## 人口

1962-2008年间圣但尼库尔人口变化图示

圣但尼库尔于2022年1月1日时的人口数量为80人。